# Каролтон (Мичиген)
Керолтон (енгл. Carrollton) град је у америчкој савезној држави Мичиген.

## Демографија
По попису из 2000. године број становника је 6.602.
| Група             | 2000.         | 2010.    |
| Белци             | 5.149 (78,0%) | 0 (0,0%) |
| Афроамериканци    | 605 (9,2%)    | 0 (0,0%) |
| Азијати           | 45 (0,7%)     | 0 (0,0%) |
| Хиспаноамериканци | 711 (10,8%)   | 0 (0,0%) |
| Укупно            | 6.602         | 0        |